# Пузиковский сельский совет
Пузиковский сельский совет (укр. Пузиківська сільська рада) — входит в состав
Глобинского района
Полтавской области
Украины.
Административный центр сельского совета находится в 
с. Пузиково.

## Населённые пункты совета
- с. Пузиково
- с. Махновка